# Загорянский, Пётр Никифорович
Пётр Никифорович Загорянский (1812—1880) — генерал-майор русской императорской армии.

## Биография
Родился в 1812 году в семье Никифора Матвеевича Загорянского (1765—1828), который был внесён в 1794 году в часть IV дворянской родословной книги Новгород-Северской губернии; мать, Варвара (Бальбина) Юрьевна Коллонтай (?—1857), была второй женой отца.
Окончил 1-й кадетский корпус. Первый военный чин получил 25 декабря 1828 года; в 1840 году — штабс-капитан 2-й лейб-гвардии артиллерийской бригады; в 1845 году был произведён в полковники.
Участвовал в подавлении польского восстания 1830 года; был награждён орденом Св. Анны 4-й степени с надписью «за храбрость» и знаком отличия за военное достоинство 4-й степени (1831). 
В 1850 году был награждён орденом Св. Анны 2-й степени (императорская корона к ордену — в 1857), в 1853 году получил за 25 лет беспорочной службы орден Св. Георгия 4-й степени.
Генерал-майор с 27 марта 1855 года. С 12 мая 1855 года был командиром 18-й артиллерийской бригады 18-й пехотной дивизии; в 1861—1863 годах — помощник начальника 16-й пехотной дивизии. В 1858 году награждён орденом Св. Владимира 3-й степени с мечами, в 1861 году — орденом Св. Станислава 1-й степени.
Вышел в отставку в 1866 году.
Умер 8 (20) августа 1880 года. Похоронен на кладбище московского Алексеевского женского монастыря. Рядом была похоронена его супруга, Софья Николаевна (16.09.1823—13.03.1875), дочь Николая Климовского от брака с Елизаветой Ивановной Тяполковой.
Дети Загорянских: Николай (19.05.1844—26.12.1904), Елизавета (20.10.1851—1922?), Лидия (?—1919).